# 1951 au Canada
Pour un article plus général, voir Chronologie du Canada.
Cet article traite des événements qui se sont produits durant l'année 1951 au Canada.

## Événements

### Politique
- 8 octobre (jusqu'au 12 novembre) : Visite royale du duc Philip d'Édimbourg et de la duchesse Élisabeth d'Édimbourg.
- 22 novembre : élection générale ontarienne. Leslie Frost et ses progressiste-conservateurs sont réélus avec un gouvernement majoritaire.

- 26 novembre : élection générale terre-neuvienne. Joey Smallwood (libéral) est réélu premier ministre de Terre-Neuve-et-Labrador.

### Justice
- 21 janvier :  exécution d'Albert Guay reconnu coupable de la Tragédie aérienne de Sault-au-Cochon de 1949.

### Sport

#### Hockey
- Fin de la Saison 1950-1951 de la LNH suivi des Séries éliminatoires de la Coupe Stanley 1951. Les Maple Leafs de Toronto remportent la Coupe Stanley contre les Canadiens de Montréal.
- Les Biltmore Mad Hatters de Guelph remportent la Coupe Memorial 1951.
- Championnat du monde de hockey sur glace 1951. L'équipe du Canada remporte le championnat.
- Début de la Saison 1951-1952 de la LNH.

### Économie
- 1er avril : première liaison aérienne canadienne entre Montréal et Paris.
- Fondation des rôtisseries Saint-Hubert à Montréal.
- Lancement de la bière Labatt Bleue par la compagnie Labatt.

### Science
- 27 octobre : premier traitement contre le cancer de radiothérapie par la bombe à cobalt à London (Ontario).
- Wilfred Gordon Bigelow collabore à la conception du stimulateur cardiaque.

### Culture
- Fondation du Théâtre du Nouveau Monde à Montréal.
- Le chanteur français Charles Trenet compose Voyage au Canada.

### Religion
- 17 février : érection du Diocèse militaire catholique du Canada.
- 23 juin : érection du Diocèse de Saint-Jérôme avec Émilien Frenette comme évêque et du Diocèse de Sainte-Anne-de-la-Pocatière avec Bruno Desrochers comme évêque au Québec.

## Naissances
- Robert Hilles, poète.
- Lesley Choyce, auteur.
- Susan Musgrave, poète.
- Robert Priest, poète.
- 3 janvier : Claude Bachand, homme politique.
- 4 janvier : Yasmin Ratansi, femme politique.
- 17 janvier : Carol Marguerite Anderson, chorégraphe.
- 21 janvier : W. Yvon Dumont, homme politique du Manitoba.
- 14 février : Michael Doucet, chanteur.
- 16 février : Greg Selinger, premier ministre du Manitoba.
- 22 février : Elaine Tanner, nageur.
- 16 mars : Kate Nelligan, actrice.
- 25 mars : Ethel Blondin-Andrew, homme politique indigène.
- 28 mars : Karen Kain, danseur.
- 31 mars : Lawrence O'Brien, homme politique.
- 5 avril : Guy Vanderhaeghe, auteur.
- 18 avril : Pierre Pettigrew, homme politique.
- 2 mai : Andrew Barron, patineur de vitesse sur glace.
- 3 mai : Dianne Whalen, femme politique.
- 7 mai : Janina Fialkowska, pianiste.
- 9 mai : Christopher Dewdney, auteur.
- 2 juin : Larry Robinson, joueur de hockey sur glace.
- 19 juin : Bill Blaikie, homme politique.
- 28 juin : Peggy Nash, femme politique canadienne.
- 20 juillet : Paulette Bourgeois, auteure.
- 27 juillet : Shawn Murphy, homme politique.
- 3 août : Marcel Dionne, joueur de hockey sur glace.
- 10 août : Judy Wasylycia-Leis, homme politique.
- 16 août : Irene Mathyssen, ancienne femme politique ontarienne.
- 17 août : Robert Joy, auteur.
- 19 septembre : Daniel Lanois, musicien.
- 20 septembre : Guy Lafleur, joueur de hockey sur glace.
- 9 octobre : Joseph Tascona, homme politique.
- 11 octobre : Jim Carr, homme politique du Manitoba.
- 31 octobre : Doug Bennett, homme politique.
- 4 novembre : John Cannis, homme politique fédéral.
- 10 novembre : Marlene Jennings, personnalité politique.
- 6 décembre : Tomson Highway, auteur.
- 7 décembre : Richard Darbois, acteur de doublage
- 22 décembre : Charles de Lint, auteur.

## Décès
- Léon Gérin, sociologue.
- 7 février : Edna Brower, femme de John Diefenbaker.
- 14 avril : Al Christie, réalisateur de films.
- 26 août : Bill Barilko, joueur de hockey sur glace.
- 1er septembre : Nellie McClung, féministe.
- 8 octobre : Charles William Jefferys, artiste peintre et auteur.